# Liste du patrimoine mondial au Portugal
Cet article recense les sites inscrits au patrimoine mondial en Portugal.

## Généralités
Le Portugal ratifie la Convention pour la protection du patrimoine mondial, culturel et naturel le 17 juillet 1981. Les premiers sites protégés sont inscrits en 1983.
Fin 2023, le pays compte 17 sites inscrits au patrimoine mondial, dont 1 transfrontalier : 16 d'entre eux sont inscrits sur des critères culturels, le dernier satisfait à des critères naturels. 13 sont situés sur la partie continentale du Portugal, 2 aux Açores, 1 à Madère.
Le pays a également soumis 18 sites supplémentaires sur sa liste indicative : 15 de type culturel, 3 de type naturel.

## Listes

### Patrimoine mondial
Les sites suivants sont inscrits au patrimoine mondial :
| Id.  | Site                                                                                                 | Région   | Année     | Superficie (ha) | Critères et notes | Coordonnées | Illus. |
| ---- | --- | -------- | --------- | --------------- | --- | --- | ------ |
| 206  | Centre d'Angra do Heroismo aux Açores                                                                | Açores   | 1983      |                 | Culturel, (iv), (vi) | 38° 39′ 18″ nord, 27° 13′ 12″ ouest |        |
| 361  | Centre historique d'Évora                                                                            | Alentejo | 1986      |                 | Culturel, (ii), (iv) | 38° 34′ 23″ nord, 7° 54′ 29″ ouest |        |
| 1031 | Centre historique de Guimarães et zone du Couros                                                     | Nord     | 2001 2023 | 38,2            | Culturel, (ii), (iii), (iv) Le bien inscrit en 2001 ne contient que le centre historique de Guimarães ; il est étendu en 2023 à la zone du Couros. | 41° 26′ 28″ nord, 8° 17′ 42″ ouest |        |
| 755  | Centre historique de Porto                                                                           | Nord     | 1996      |                 | Culturel, (iv) | 41° 08′ 31″ nord, 8° 37′ 01″ ouest |        |
| 265  | Couvent du Christ à Tomar                                                                            | Centre   | 1983      |                 | Culturel, (i), (vi) | 39° 36′ 18″ nord, 8° 25′ 05″ ouest |        |
| 1573 | Édifice royal de Mafra – palais, basilique, couvent, jardin du Cerco et parc de chasse (Tapada (pt)) | Lisbonne | 2019      | 1 213,17        | Culturel, (iv) | 38° 56′ 13″ nord, 9° 19′ 35″ ouest |        |
| 934  | Forêt Laurifère de Madère                                                                            | Madère   | 1999      | 15 000          | Naturel, (ix), (x) | 32° 46′ 01″ nord, 17° 00′ 00″ ouest |        |
| 505  | Monastère d'Alcobaça                                                                                 | Centre   | 1989      |                 | Culturel, (i), (iv) | 39° 33′ 00″ nord, 8° 58′ 37″ ouest |        |
| 264  | Monastère de Batalha                                                                                 | Centre   | 1983      | 0,98            | Culturel, (i), (ii) | 39° 39′ 29″ nord, 8° 49′ 37″ ouest |        |
| 263  | Monastère des Hiéronymites et tour de Belém à Lisbonne                                               | Lisbonne | 1983      | 2,66            | Culturel, (iii), (vi)Comprend 2 sites distincts pour chacun des édifices | 38° 41′ 52″ nord, 9° 12′ 24″ ouest 38° 41′ 29″ nord, 9° 12′ 57″ ouest |        |
| 723  | Paysage culturel de Sintra                                                                           | Lisbonne | 1995      | 946             | Culturel, (ii), (iv), (v) | 38° 46′ 59″ nord, 9° 25′ 01″ ouest |        |
| 1117 | Paysage viticole de l'île du Pico                                                                    | Açores   | 2004      | 987             | Culturel, (iii), (v) Comprend 2 sites distincts | 38° 28′ 01″ nord, 28° 31′ 19″ ouest 38° 33′ 22″ nord, 28° 24′ 18″ ouest |        |
| 1046 | Région viticole du Haut-Douro                                                                        | Nord     | 2001      | 24 600          | Culturel, (iii), (iv), (v) | 41° 06′ 07″ nord, 7° 47′ 56″ ouest |        |
| 1590 | Sanctuaire du Bon Jésus du Mont à Braga                                                              | Nord     | 2019      | 26              | Culturel, (iv) | 41° 33′ 17″ nord, 8° 22′ 39″ ouest |        |
| 866  | Sites d'art rupestre préhistorique de la vallée de Côa et de Siega Verde                             | Centre   | 1998      | 130,36          | Culturel, (i), (iii) Initialement situé uniquement au Portugal, le site devient transfrontalier en 2010 avec l'ajout d'un site en Espagne. 16 sites au Portugal : Broeira, Canada do Inferno / Rego da vide, Faia, Faia - Vale Afonsinho, Fonte Frieira, Meijapão, Penascosa, Quinta da Barca, Quinta da Ervamoira, Quinta do Fariseu, Ribeira de Piscos / Quinta dos Poios, Ribeirinha, Salto do Boi, Vale de Figueira / Teixugo, Vale de Moinhos, Vale de Namoradas | 41° 04′ 13″ nord, 7° 06′ 29″ ouest 41° 03′ 19″ nord, 7° 06′ 43″ ouest 40° 56′ 42″ nord, 7° 05′ 47″ ouest 40° 56′ 18″ nord, 7° 05′ 46″ ouest 41° 04′ 42″ nord, 7° 06′ 25″ ouest 41° 03′ 41″ nord, 7° 06′ 01″ ouest 41° 00′ 22″ nord, 7° 06′ 18″ ouest 41° 00′ 23″ nord, 7° 06′ 29″ ouest 41° 01′ 12″ nord, 7° 06′ 19″ ouest 41° 02′ 11″ nord, 7° 06′ 39″ ouest 41° 01′ 50″ nord, 7° 07′ 07″ ouest 40° 59′ 51″ nord, 7° 04′ 57″ ouest 40° 58′ 47″ nord, 7° 06′ 01″ ouest 41° 02′ 34″ nord, 7° 07′ 04″ ouest 41° 03′ 50″ nord, 7° 06′ 34″ ouest 41° 02′ 50″ nord, 7° 05′ 39″ ouest |        |
| 1387 | Université de Coimbra – Alta et Sofia                                                                | Centre   | 2013      | 36,2            | Culturel, (ii), (iv), (vi) Comprend 2 sites distincts : porta Férrea, Paço das Escolas (pt) (Alta), et Monastère de Santa Clara-a-Velha (pt) (Sofia) | 40° 12′ 29″ nord, 8° 25′ 31″ ouest 40° 12′ 10″ nord, 8° 25′ 58″ ouest |        |
| 1367 | Ville de garnison frontalière d'Elvas et ses fortifications                                          | Alentejo | 2012      | 179,36          | Culturel, (iv) Comprend 7 sites distincts : aqueduc d'Amoreira, centre historique, fort de Santa Luzia et allée couverte, fort de Nossa Senhora da Graça, fortin de São Mamede, fortin de São Pedro, fortin de São Domingos | 38° 52′ 41″ nord, 7° 10′ 19″ ouest 38° 52′ 48″ nord, 7° 09′ 50″ ouest 38° 52′ 23″ nord, 7° 09′ 29″ ouest 38° 53′ 42″ nord, 7° 09′ 58″ ouest 38° 52′ 16″ nord, 7° 09′ 14″ ouest 38° 52′ 19″ nord, 7° 09′ 54″ ouest 38° 52′ 41″ nord, 7° 10′ 34″ ouest |        |

### Liste indicative

#### Liste actuelle
Les sites suivants sont présents sur la liste indicative du pays au début 2021. Tous ont été inscrits le 31 janvier 2017, éventuellement sur la base de propositions antérieures.
| Site                                                                            | Région                  | Type                                  | Date | Lien | Notes | Coordonnées | Illus. |
| ------------------------------------------------------------------------------- | ----------------------- | ------------------------------------- | ---- | ---- | --- | --- | ------ |
| Lisbonne historique, ville globale                                              | Lisbonne                | Culturel (i), (ii), (iii), (iv), (vi) | 2017 | 6208 | Comprend entre autres la zone entourée par la Cerca Fernandina (pt), le collège Santo Antão (pt), le Bairro Alto, une partie de la rive du Tage et plusieurs points de vue. | 38° 43′ nord, 9° 08′ ouest |        |
| Mértola                                                                         | Alentejo                | Culturel (ii), (iii), (iv)            | 2017 | 6209 | | 37° 38′ nord, 7° 40′ ouest |        |
| Montado, paysage culturel                                                       |                         | Culturel (iv), (v), (vi)              | 2017 | 6210 | | 38° 17′ nord, 8° 32′ ouest |        |
| Route de Magellan. Première circumnavigation                                    |                         | Culturel (ii), (iv), (vi)             | 2017 | 6212 | | |        |
| Vila Viçosa, ville ducale de la renaissance                                     | Alentejo                | Culturel (ii), (iv)                   | 2017 | 6214 | | 38° 46′ 01″ nord, 7° 25′ 01″ ouest |        |
| Les Îles Sauvages                                                               | Madère                  | Naturel (vii), (viii), (ix), (x)      | 2017 | 6217 | Déjà proposées en 2002 | 30° 01′ 01″ nord, 15° 52′ 01″ ouest |        |
| Forteresses bastionnées de la "Raia" (frontière)                                | Alentejo, Centre, Nord  | Culturel                              | 2017 | 6218 | Comprend les places fortifiées d'Elvas, Almeida, Marvão et Valença. Marvão avait déjà fait l'objet d'une inscription sur la liste indicative en 2000 | 38° 52′ nord, 7° 09′ ouest 40° 43′ 34″ nord, 6° 54′ 22″ ouest 39° 23′ 38″ nord, 7° 22′ 37″ ouest 42° 01′ 01″ nord, 8° 37′ 59″ ouest                                                                          |        |
| Aqueduc des Eaux Libres                                                         | Lisbonne                | Culturel (i), (ii), (iv)              | 2017 | 6221 | | 38° 43′ 37″ nord, 9° 10′ 01″ ouest |        |
| Chemins de Saint-Jacques-de-Compostelle : chemins au Portugal                   |                         | Culturel (ii), (iii), (iv), (vi)      | 2017 | 6222 | La proposition d'inscription comprend 6 chemins vers Saint-Jacques-de-Compostelle à travers le pays. Des biens similaires existent déjà en Espagne (chemins de Saint-Jacques-de-Compostelle : Camino francés et chemins du nord de l'Espagne) et en France (chemins de Compostelle en France). | |        |
| Centre de production romain de salaisons de poisson de Tróia                    | Lisbonne                | Culturel (iii), (iv)                  | 2017 | 6223 | | 38° 29′ 10″ nord, 8° 53′ 06″ ouest |        |
| Ensemble des travaux d'architecture d'Álvaro Siza au Portugal                   |                         | Culturel (i), (ii), (iv)              | 2017 | 6224 | | |        |
| La côte sud-ouest                                                               | Alentejo, Algarve       | Naturel (viii), (ix), (x)             | 2017 | 6225 | Déjà proposée en 2004 | 37° 27′ nord, 8° 46′ ouest |        |
| Lisbonne pombalienne                                                            | Lisbonne                | Culturel (i), (ii), (iv), (vi)        | 2017 | 6226 | Déjà proposée en 2004 sous le nom « Pombaline 'Baixa' or Downtown of Lisbon ». | 38° 42′ 40″ nord, 9° 08′ 13″ ouest |        |
| Désert des Carmes déchaux et ensemble construit du palace-hôtel de Bussaco (pt) | Centre                  | Culturel (ii), (iii), (iv)            | 2017 | 6227 | Une inscription précédente avait été proposée en 2004 sous le nom « Forest Park of the Discalced Carmelites, Bucaco ». | 40° 22′ 37″ nord, 8° 21′ 54″ ouest |        |
| Bâtiment-siège et parc de la fondation Calouste-Gulbenkian à Lisbonne           | Lisbonne                | Culturel (i), (ii), (iv), (vi)        | 2017 | 6228 | | 38° 44′ 14″ nord, 9° 09′ 15″ ouest |        |
| Levadas de l'île de Madère                                                      | Madère                  | Culturel (i), (iii), (iv), (v)        | 2017 | 6230 | | 32° 22′ nord, 16° 16′ ouest |        |
| Dorsale médio-atlantique                                                        | Açores                  | Naturel (vii), (viii), (ix), (x)      | 2017 | 6231 | | 39° nord, 30° ouest |        |
| Lieux de la Mondialisation                                                      | Algarve, Açores, Madère | Culturel (ii), (iv), (vi)             | 2017 | 6256 | Comprend plusieurs sites distincts : Sagres et les « Terres du Prince », Lagos, Silves, Funchal, Angra do Heroísmo, Vila do Porto | 37° 00′ 22″ nord, 8° 56′ 20″ ouest 37° 06′ nord, 8° 40′ ouest 37° 11′ 24″ nord, 8° 26′ 24″ ouest 32° 39′ 00″ nord, 16° 55′ 01″ ouest 38° 39′ 00″ nord, 27° 13′ 01″ ouest 36° 56′ 42″ nord, 25° 08′ 42″ ouest |        |

#### Ancienne liste
La liste suivante recense les sites soumis par le Portugal sur sa liste indicative, mais qui n'ont pas été retenus.
| Site                                | Notes | Coordonnées                                                                                              | Illus. |
| ----------------------------------- | --- | --- | ------ |
| Parc naturel de l'Arrábida          | Proposé en 1983 et 2004                                                                                              | 38° 30′ 07″ nord, 8° 59′ 28″ ouest                                                                       |        |
| Parc naturel de Montesinho          | Proposé en 1983 | 41° 53′ 35″ nord, 6° 50′ 24″ ouest                                                                       |        |
| Parc national de Peneda-Gerês       | Proposé en 1983 | 41° 43′ 01″ nord, 8° 09′ 00″ ouest                                                                       |        |
| Parc naturel de la Serra da Estrela | Proposé en 1983 | 40° 25′ 30″ nord, 7° 32′ 24″ ouest                                                                       |        |
| Ria Formosa                         | Proposé en 1983 | 37° 03′ 47″ nord, 7° 43′ 26″ ouest                                                                       |        |
| Centre historique de Santarém       | Proposé en 1996 | 39° 13′ 59″ nord, 8° 27′ 50″ ouest                                                                       |        |
| Algar do Carvão                     | Proposé en 1996 | 38° 43′ 44″ nord, 27° 11′ 06″ ouest                                                                      |        |
| Furna do Enxofre (pt)               | Proposé en 1996 | 39° 01′ 30″ nord, 27° 58′ 19″ ouest                                                                      |        |
| ICNITOS de Dinossáurios             | Proposé en 2008, le bien comprenait trois sites des parcs naturels des Serras de Aire et Candeeiros et de l'Arrábida | 39° 34′ 01″ nord, 8° 35′ 46″ ouest 39° 27′ 25″ nord, 8° 49′ 16″ ouest 38° 24′ 50″ nord, 9° 13′ 08″ ouest |        |